# Tipula petalura
Tipula petalura är en tvåvingeart som beskrevs av Alexander 1953. Tipula petalura ingår i släktet Tipula och familjen storharkrankar. Inga underarter finns listade i Catalogue of Life.